# Tanygnathus lucionensis
Il pappagallo nucazzurra (Tanignathus lucionensis (Linnaeus, 1766))  è un uccello della famiglia Psittaculidae.